# Masako Takeda
Masako Takeda é uma atriz japonesa. Nasceu em Shizuoka em 23 de dezembro de 1968.
Ficou conhecida no Brasil por interpretar a bela vilã Luna, a Rainha das Bestas, em Cybercops.